# Chiesa di Sant'Agostino (Cantiano)
La chiesa di Sant'Agostino è una chiesa di Cantiano consacrata a Sant'Agostino. Ubicata poco distante dalle mura castellane, era in passato dedicata a santa Caterina d'Alessandria ed era pertinenza del Monastero di Fonte Avellana. La costruzione dell'edificio, risalente ai primi del Duecento mostra ancora la sua struttura romanica esterna con una facciata primitiva ancora intatta, un paramento murario dal sapiente contrasto cromatico dei conci policromi disposti a fasce alternate, nel quale si apre il magnifico portale romanico dai capitelli guarniti da bassorilievi fitomorfici stilizzati. Il fianco destro lungo la via Mazzini è corso da lesene e presenta alcune monofore da fastigio trilobato. Nel 1272 fu concessa all'Ordine degli Agostiniani, per secoli affidatari dell'educazione della gioventù di Cantiano che vi costruiscono un annesso convento, oggi sede del Museo. Centro dell'edificio conventuale è il porticato chiostro della fine del Duecento. All'interno della chiesa, ad un'unica navata, vi si conservano importanti dipinti ed affreschi tra i quali: un affresco del secolo XV raffigurante la Madonna con Bambino tra Santa Monica e San Nicola da Tolentino riconducibile alla scuola di Gentile da Fabriano, un crocefisso ligneo del 1400, la "Madonna della Cintura" del XVI secolo, attribuita ad Antonio Viviani detto "il Sordo" allievo del Barocci; una Concezione della Beata Vergine Maria di Giovanni Dionigi da Cagli datata 1535, una Pietà umbra del secolo XVI e Cristo con Apostoli e Pie Donne della scuola di Virgilio Nucci da Gubbio (1547-1621); inoltre nell'abside originaria sono visibili tracce di affresco raffigurante Sant'Agostino e la Vergine del Soccorso, databili al XIII secolo.